# Scaphytopius paraguayensis
Scaphytopius paraguayensis är en insektsart som beskrevs av Cheng 1980. Scaphytopius paraguayensis ingår i släktet Scaphytopius och familjen dvärgstritar. Inga underarter finns listade i Catalogue of Life.